# KrOs I–IV
Die KrOs I–IV waren Dampflokomotiven der Krakau-Oberschlesischen Eisenbahn (KrOs) Österreich-Ungarns.
Die vier Lokomotiven wurden von Borsig in Berlin 1847 geliefert.
Als 1850 die KrOs verstaatlicht wurde, kamen die vier Maschinen zur k.k. Östlichen Staatsbahn (ÖStB), die ihnen die Namen KRAKÓW, OSWIĘCIM, LEMBERG und TARNÓW gab.
1858 wurde die ÖStB reprivatisiert, wobei Teile der Strecken an die KFNB und an die Galizische Carl Ludwig-Bahn (CLB) kamen.
Der Fahrzeugpark aber ging komplett an die CLB.
Daher kamen auch die vier hier besprochenen Maschinen an die CLB, die die KRAKÓW und die LEMBERG schon 1864 ausmusterte, den anderen beiden 1868 die Betriebsnummern 1 und 2 zuwies, bevor sie 1873 ebenfalls aus dem Bestand geschieden wurden.